# Bülbülamsel
Die Bülbülamsel (Turdus boulboul), früher auch  Grauflügeldrossel genannt, ist ein Singvogel aus der Familie der Drosseln (Turdidae).
Das Artepitheton kommt aus dem Persischen für „Nachtigall“, der deutsche Name über das Türkische (vgl. Bülbüls)
daraus. Die Art gilt als monotypisch.

## Merkmale
Der Vogel misst 27–29 cm und wiegt 85–105 g.
Das Männchen ist glänzend tiefschwarz mit breitem grau-weißem Flügelstreifen, die Unterseite ist grau, der Schnabel ist gelb mit dunkler Spitze, die Ringe um die dunkelbraunen Augen sind gelb-orange und die Beine und Füße sind bräunlich-gelb oder rötlich.
Das Weibchen hat einen dunklen olivbraunen Kopf, helle Flecken im Gesicht und dünne Streifen an den Kopfseiten. Die Oberseite ist dunkelbraun, während die olivbraune Unterseite über leichte Graustiche an Bauch und Brust verfügt. Hals und Kinn sind blassbraun mit vagen Flecken und Streifen. Der Schnabel ist dunkelbraun, hat aber eine gelbliche Basis. Die Augenringe sind blasser und unauffälliger als beim Männchen. Die Beine und Füße sind bräunlich-gelb.
Jungvögel sind schwarzbraun gefärbt.

## Verbreitung und Lebensraum
Die Bülbülamsel brütet im Himalaya, in Südchina sowie in Nordindonesien und ist ferner in Myanmar und im Nordwesten von Thailand verbreitet.
Sie kommt in feuchten Laubwäldern, insbesondere in Eichenwäldern vor. Außerdem bewohnt sie Nadelwälder, Lichtungen und Buschland. Oft ist sie auch in Siedlungen mit Gärten und großen Bäumen zu beobachten.
Sie brütet in einer Höhe von 1500 bis 2300 m, im Winter hält sie sich zwischen 1200 und 2100 m Höhe auf. In Nepal wurden Bülbülamseln schon in Höhen von über 3000 m gesehen.

## Stimme
Die Stimme wird als reicher melodischer und lauter Gesang mit zahlreichen Melodien beschrieben und wird von Baumspitzen oder auf Lichtungen freistehenden Bäumen aus vorgetragen. Der Gesang ähnelt stark dem der Amsel und dem der Singdrossel, ist jedoch ruhiger und langsamer.

## Ernährung
Der Vogel ernährt sich von Insekten, Regenwürmern, Larven, Schnecken und Früchten (insbesondere die von Zwergmispeln und Berberitzen). Die Nahrungssuche findet am Boden oder auf Bäumen statt.

## Verhalten
Die Bülbülamsel ist sehr scheu und fliegt bei Gefahr sofort weg, oder springt davon, wenn sie sich auf dem Boden befindet. Im Sommer während der Brutzeit ist sie meist allein oder zu zweit in Paaren anzutreffen, während sie im Winter kleine Gruppen bildet, oft zusammen mit der Weißhalsdrossel und anderen Drosselarten.

## Fortpflanzung
Die Brutzeit liegt zwischen März und August; hauptsächlich wird im Mai und Juni gebrütet. Das empfindliche Nest besteht aus Gräsern, Blättern, Moosen, Flechten, Farnen, Schlamm und einigen Wurzeln und wird von beiden Elternteilen erbaut. Es liegt in einer Höhe von 2–5 m in einem bemoosten Baum auf einer Astgabel, zwischen Ästen oder Wurzeln oder auf einem Baumstumpf. Daneben kann es auch auf dem Boden oder in einem Steilhang platziert sein. Das Weibchen legt 3–4 Eier, die blass meerblau oder gelblich-grün gefärbt sind und mit rötlich-braunen oder blassen violetten Flecken versehen sind, und brütet sie allein aus. Später, wenn die Jungen geschlüpft sind, beteiligt sich auch wieder das Männchen an der Aufzucht.

## Gefährdungssituation
Die Bülbülamsel gilt als nicht gefährdet (Least Concern).